# Джеймі Дорнан
Джеймі Дорнан, (англ. James Dornan; нар. 1 травня 1982, Белфаст, Північна Ірландія) — ірландський актор, модель і музикант. Дорнан був моделлю багатьох відомих марок, таких як Calvin Klein, Dior, Armani і багатьох інших. В 2006 році він знявся у фільмі Софії Копполи «Марія-Антуанетта». Знімався у ролі Мисливця в першому сезоні телесеріалу «Якось у казці». Найбільшу славу здобув після участі в серії фільмів «П'ятдесят відтінків...»: «П'ятдесят відтінків сірого» (2015), «П'ятдесят відтінків темряви» (2017), «П'ятдесят відтінків свободи» (2018).

## Ранні роки
Джеймі Дорнан народився 1 травня 1982 році в Белфасті, Ірландія, Велика Британія. Мати Джеймі померла, коли хлопцю було 16 років, батько — акушер, часто читав лекції у Королівському Університеті Белфаста (Queen's University Belfast). Під час навчання у Методичному коледжі Дорнан активно захоплювався регбі та драматичною грою. Саме у коледжі він зустрівся з Девідом Александером, разом з яким і була створена музична група під назвою «Sons of Jim». Навчався Дорнан в університеті (University of Teesside), але кинув його та переїхав у Лондон, отримавши можливість працювати у модельному агентстві «Select Model Management».

## Кар'єра
Джеймі входив до складу музичної групи «Sons of Jim», до поки вона не розпалась у 2008 році ім'я Джеймі Дорнана відоме у світі моди. Він був моделлю відомих марок таких як Calvin Klein (знімався з такими моделями як Кейт Мосс і Євою Мендес), Dior, Aquascutum, Armani, а також багатьох інших.
Першою екранною роботою Дорнана стала історична драма Софії Коппола «Марія-Антуанетта» 2005, з Крістен Данст у головній ролі. Продовжуючи роботу у кіно, Дорнан знявся з значною роллю у британській драмі «Тіні на Сонці» («Shadows in the Sun») 2008 року. У 2009-му він став одним з трьох акторів короткометражки «Nice to Meet You», а у 2011-му приєднався до знімальної групи першого сезону фантастичного пригодницького телесеріалу «Якось у казці» («Once Upon a Time»), отримавши роль шерифа Грема. Ця роль стала однією з найбільш значущих для молодого актора. Також Дорнан знявся у серіалі «Крах», разом з Джілліан Андерсон, де виконував роль серійного вбивці . Крім того, Джеймі появився у кількох відео — короткометражному проекті «X Returns» и «Beyond the Rave».
Першою великою роллю для Джеймі Дорнана є головна роль мільярдера Крістіана Грея в екранізації бестселера «П'ятдесят відтінків сірого». Тут він знімається разом з Дакотою Джонсон, яка грає роль Анастейші Стіл, його коханої. Світова прем′єра призначена на 14 лютого 2015 року, у день закоханих.
У 2016 році він знявся в ролі коменданта Пета Куїнлана в історичному військовому фільмі Netflix «Облога Жадовіля». Для підготовки до ролі, разом з іншими акторами, проходив тренування у навчальному таборі в Південній Африці. Того ж року він знявся разом з Кілліаном Мерфі у військовому фільмі «Антропоїд». Обидві ролі принесли йому номінації та визнання критиків.
У 2018 році за його участю вийшов фільм «Моя вечеря з Ерве», що розповідає про останні роки життя актора Ерве Вільшеза. У тому ж році Дорнан також з'явився у фільмах «Приватна війна» — біографічній драмі про журналістку Мері Колвін, де його роль була високо оцінена критиками, та у пригодницькому фільмі «Робін Гуд: Початок», який негативно сприйняли критики та публіка, і який не зміг окупитися.
У 2021 році вийшла біографічна драма «Белфаст». За цю роль Дорнан був номінований на Золотий глобус, Супутник, Вибір критиків за найкращу чоловічу роль другого плану, а також на Золоту малину за відновлення репутації.
2021 року він також знявся в драматичному серіалі «Турист», де його гру високо оцінили критики.
У лютому 2022 року він отримав одну з головних ролей у шпигунському трилері «Кам'яне серце», де грав разом із Галь Гадот.

## Особисте життя
У 2003-2005 роках Джеймі Дорнан мав стосунки з акторкою Кірою Найтлі.
У 2010 році він познайомився з англійською співачкою, композиторкою та акторкою Амелією Уорнер. Вони одружилися 27 квітня 2013 року. У них є три дочки: Далсі (21 листопада 2013 року), Ельва Лорна Кетрін (16 лютого 2016 року) та Альберта Мейв (10 березня 2019 року).

## Фільмографія

### Фільми
| Рік  |    | Українська назва                   | Оригінальна назва                 | Роль                 |
| ---- | -- | ---------------------------------- | --------------------------------- | -------------------- |
| 2006 | ф  | Марія Антуанетта                   | Marie Antoinette                  | граф Ферзен          |
| 2008 | ф  | По ту сторону рейва                | Beyond the Rave                   | Ед                   |
| 2009 | ф  |                                    | Shadows in the Sun                | Джо                  |
| 2014 | ф  | Політ додому                       | Flying home                       | Домінік Дюреддер     |
| 2015 | ф  | П'ятдесят відтінків сірого         | Fifty shades of Grey              | Крістіан Грей        |
| 2016 | ф  | Антропоїд                          | Anthropoid                        | Ян Кубіш             |
| 2016 | ф  | Дев’яте життя Луї Дракса           | The 9th Life of Louis Drax        | доктор Аллан Паскаль |
| 2017 | ф  | П'ятдесят відтінків темряви        | Fifty Shades Darker               | Крістіан Грей        |
| 2018 | ф  | П'ятдесят відтінків свободи        | Fifty Shades Freed                | Крістіан Грей        |
| 2018 | ф  |                                    | Untogether                        | Нік                  |
| 2018 | ф  | Приватна війна                     | A Private War                     | Пол Конрой           |
| 2018 | ф  | Робін Гуд: Початок                 | Robin Hood                        | Вілл Скарлетт        |
| 2019 | ф  | Коханці                            | Endings, Beginnings               | Джек                 |
| 2019 | ф  | Межа часу                          | Synchronic                        | Денніс               |
| 2020 | мф | Тролі 2: Світове турне             | Trolls World Tour                 | Чаз (голос)          |
| 2020 | ф  | Дикий гірський чебрець             | Wild Mountain Thyme               | Ентоні Рейлі         |
| 2021 | ф  | Барб і Стар їдуть у Віста дель Мар | Barb and Star Go to Vista Del Mar | Едгар Пейджет        |
| 2021 | ф  | Белфаст                            | Belfast                           | Па                   |
| 2023 | ф  | Місія Стоун                        | Heart of Stone                    | Паркер               |
| 2023 | ф  | Привиди у Венеції                  | Haunting in Venice                | доктор Леслі Фер'є   |

### Телебачення
| Рік       |    | Українська назва | Оригінальна назва      | Роль                                  |
| --------- | -- | ---------------- | ---------------------- | ------------------------------------- |
| 2011—2013 | с  | Якось у казці    | Once Upon a Time       | Мисливець / Шериф Грехем (9 епізодів) |
| 2013—2016 | с  | Занепад          | The Fall               | Пол Спектор (17 епізодів)             |
| 2014      | с  | Нові світи       | New Worlds             | Ейб Гофф (4 епізоди)                  |
| 2018      | тф |                  | My Dinner with Hervé   | Денні Тейт                            |
| 2018      | с  |                  | Death and Nightingales | Ліам Ворд (3 епізоди)                 |
| 2022—2024 | с  | Турист           | The Tourist            | Елліот (12 епізодів)                  |